# گمینا موکرسکو
گمینا موکرسکو (به لهستانی:  Gmina Mokrsko) یک گمینا در لهستان است که در شهرستان ویلون واقع شده‌است. گمینا موکرسکو ۷۷٫۷۵ کیلومتر مربع مساحت و ۵٬۴۴۶ نفر جمعیت دارد.